# Bless (singolo)
Bless è un brano musicale del gruppo musicale giapponese de L'Arc~en~Ciel, pubblicato come terzo singolo estratto dall'album Butterfly il 27 gennaio 2010. Il singolo ha raggiunto la seconda posizione della classifica Oricon dei singoli più venduti in Giappone, vendendo 109 456 copie.

## Tracce
CD Singolo KSCL-1552
1. BLESS - 4:57
2. BLESS -Concerto- - 5:37
3. ROUTE 666 -2010- / P'UNK~EN~CIEL - 3:40
4. BLESS (hydeless version) - 4:55
5. ROUTE 666 -2010- (T.E.Z P'UNKless version) - 3:41

Durata totale: 23:15

## Classifiche
| Classifica (2010) | Posizione più alta |
| ----------------- | ------------------ |
| Giappone (Oricon) | 2                  |